# Flesh Gordon
Pour l’article homonyme, voir Flesh Gordon (catcheur).
Pour plus de détails, voir Fiche technique et Distribution.
Flesh Gordon est un film américain de science-fiction parodique et érotique réalisé par Howard Ziehm et Michael Benveniste, sorti en 1974.
Le film est une parodie érotique du serial des années 1930 ayant pour héros le personnage de bande dessinée Flash Gordon. Le film aurait été classé X par la Motion Picture Association of America (MPAA), mais fut remonté et amputé de certaines scènes pour obtenir un R ("R" pour restricted, interdit aux moins de 17 ans non accompagnés). Le film a été en compétition au Festival international du film fantastique d'Avoriaz 1975. 

## Synopsis
L'histoire est familière pour celui qui a eu l'occasion de voir les Flash Gordon originaux, à ceci près qu'elle est épicée de kitsch et de sexe. Les noms des personnages sont sans grande finesse transformés pour leur donner une connotation sexuelle, à commencer par le nom du héros (flesh voulant dire « chair »), l'objet de sa lubricité est Dale Ardor (ardor, c'est-à-dire « ardeur » ; le personnage original s'appelle Dale Arden), et le maléfique empereur Wang le Perverti ("wang" étant une expression argotique désignant le pénis en Anglais). On trouve aussi un docteur Flexi Jerkoff (jerkoff désignant crument la masturbation) et Amora, la reine de la magie.
L'intrigue est la suivante : depuis son repaire de Porno, l'empereur Wang projette son « Sex Ray » en direction de la Terre, ce qui a pour épouvantable effet de transformer tous les habitants de la planète en obsédés sexuels. Seul Gordon peut remédier à la situation. En règle générale, tout est prétexte dans le film à montrer la nudité. Les scènes sont tournées quasiment de la même façon que le serial Flash Gordon originel, en noir et blanc. Un échantillon de l'humour des dialogues : la fusée spatiale vient juste de se poser sur la planète Porno. Une fois débarqués, Flesh et le docteur J aperçoivent au loin un dinosaure sauropode à long cou et à la tête ressemblant à un gland. Flesh demande au docteur J : « C'est quoi, ça ? », ce à quoi le docteur J répond : « Ça doit être une sorte de pénisaure. »
Mais, malgré une apparition relativement brève, la véritable vedette du film est un monstre gigantesque, à l'allure démoniaque, un monstre que l'empereur Wang sort de son hibernation et qui profère toutes sortes d'obscénités d'une voix voluptueuse qui jure avec son aspect monstrueux. Une illustration : tout en faisant un doigt d'honneur au personnage du titre, il se met à grommeler « Fourre-toi le, Gordon ! » Ce qui arrive à ce monstre constitue un élément majeur de l'intrigue.

## Fiche technique
- Titre : Flesh Gordon
- Titre original : Flesh Gordon
- Réalisateurs : Michael Benveniste et Howard Ziehm
- Producteurs : Walter R. Cichy, Bill Osco et Howard Ziehm
- Scénariste : Michael Benveniste
- Musique : Ralph Ferraro
- Photographie : Howard Ziehm
- Montage : Abbas Amin
- Distribution : Mammoth Films et Allied Entertainment Group
- Format : 78 minutes (original), 72 minutes (avec coupes), 90 minutes (édition collector)
- Pays : États-Unis
- Langue : anglais
- Budget : 700,000 USD
- Recettes : 906 000 USD
- Date de sortie : 30 juillet 1974

## Distribution
- Jason Williams (VF : Jean Roche) : Flesh Gordon
- Suzanne Fields (VF : Monique Thierry) : Dale Ardor (Darlène en V.F.)
- Joseph Hudgins (VF : Jean-Claude Michel) : le professeur Flexi Jerkoff (Professeur Ejakul en V.F.)
- William Dennis Hunt (VF : Georges Aminel) : l'empereur Wang le perverti
- Candy Samples (VF : Paule Emanuele) : Chief Nellie
- Mycle Brandy (VF : Michèle Bardollet) : Amora, reine de la magie
- John Hoyt (VF : Philippe Dumat) : le professeur Gordon
- Craig T. Nelson : le monstre (voix)
- Lance Larsen (VF : Bernard Tiphaine) : le prince Precious (Pédalo en V.F.)
- Robert V. Greene (VF : Serge Lhorca) : la voix du narrateur

## Production
Ont collaboré au film un certain nombre de jeunes artistes des effets spéciaux qui allaient par la suite connaître une certaine notoriété, notamment Mike Minor, Greg Jein et John Dykstra. Les effets spéciaux du film, conçus avec un budget modeste, furent réalisés grâce à une utilisation ingénieuse de certaines techniques très datées. Par exemple, la maquette du palais de Wang fut créée à partir d'objets de la vie quotidienne comme des verres à boisson ; l'idée était qu'il ressemblât à l'Observatoire Griffith, de façon que des plans de la maquette puissent être mélangés avec des plans d'extérieur tournés avec de vrais acteurs au pied du bâtiment en question.
Bjo Trimble, une fan de la série Star Trek et écrivaine bien connue, est créditée en tant qu'artiste du maquillage au générique de Flesh Gordon. Elle a par ailleurs relaté ses expériences du tournage de ce film dans le livre On The Good Ship Enterprise : My 15 Years With Star Trek.
Le monstre qui constitue le clou du film devait au départ être muet, mais il se révéla si expressif pendant l'animation que le personnage fut doublé ultérieurement, le texte qu'il devait dire étant écrit en fonction des mouvements de bouche qui existaient déjà.

## Suites
Une suite, Le Retour de Flesh Gordon (en), finit par sortir en 1989, ainsi qu'une bande dessinée unique éditée par Aircel Comics en 1992, dont l'histoire semble être une fin alternative donnée au premier film.